# Calliandra macrocalyx
Calliandra macrocalyx é uma espécie de planta com flor do gênero Calliandra da família Fabaceae. Foi descrita pela primeira vez por Hermann August Theodor Harms. A IUCN classifica a espécie como de menor preocupação.
O arbusto é nativo e endêmico do Brasil, com ocorrência confirmada nas regiões Nordeste, especificamente na Bahia e Pernambuco, e no Sudeste, em Minas Gerais. Ele se distribui nos domínios fitogeográficos da Caatinga e do Cerrado, sendo típico da vegetação da caatinga (stricto sensu) e do cerrado (lato sensu). Essa espécie destaca-se por sua adaptação às condições climáticas e ambientais do país.